# Alfarería en la Región de Murcia
La alfarería en la región de Murcia (España), ha estado geográficamente determinada por las cuencas de los ríos Mula y Segura, aprovechando las terrazas naturales a orillas de los cauces y ramblas, que proporcionaban los elementos necesarios para la práctica del oficio: agua, barro y espacio. Otro factor importante ha sido la proximidad e influencia de los focos levantinos, en especial el de Manises, y los de la Andalucía Oriental.
Además de la notable herencia musulmana en la elaboración de alfarería de agua y de fuego, y de una estimable producción de tinajas para cubrir el mercado local, el alfarero murciano ha desarrollado desde el siglo XVIII una pequeña industria dedicada a la artesanía de las figuritas del Belén.
A pesar de la nueva orientación de la producción hacia el turismo y la exportación, el oficio alfarero en la región murciana continúa siendo de carácter familiar, trasmitido de generación en generación. La mayor producción en 2010 se localizaba en Aledo y Totana.

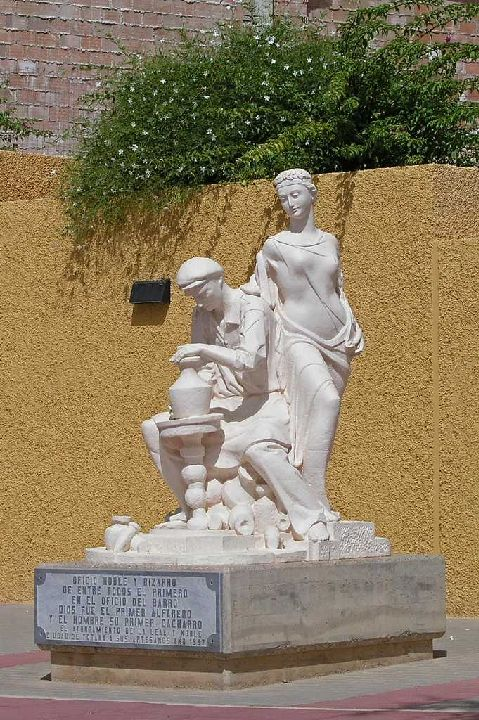
Homenaje al alfarero. Totana.

## Documentación histórica
La evolución del oficio alfarero en la Región de Murcia puede deducirse de la actividad histórica de sus dos focos de mayor tradición: Aledo y Totana. Un estudio de José Antonio Sánchez Pravia, a partir de los Padrones de Contribución Industrial (P.C.I.), el Catastro del Marqués de la Ensenada, los Registros de la población del Archivo municipal de Totana, y los Libros de matrimonios y bautismos del Archivo parroquial de Santiago de Totana, informa de actividad alfarera en la zona desde el siglo XVI. En cuanto al vecino foco de Aledo, en 1835 se citan dos fábricas de alfarería de vidriado ordinario, trabajando en cada una un maestro y un oficial, las mismas que en el Diccionario Madoz de 1850. La actividad en el siglo XX corre paralela a los efectos de la guerra civil española, los planes de desarrollo para el progreso socio-industrial, el turismo y la recuperación de la identidad cultural regional.
En cuanto a la fabricación de tinajas, una de las ocupaciones más representativas de la alfarería totanera en concreto, está documentada desde finales del siglo XVI hasta su desaparición en el último cuarto del siglo XX. En el referido foco de Totana, aún es posible contemplar en pie tres hornos de tinajas fechados entre los siglos XIX y XX: en el barrio de Sevilla se halla el horno del Centro Tecnológico de Artesanía; en el de Triana, el horno propiedad de Mariano Cánovas (c/ Tinajerías), y el de Luis Zamora, al norte del Arco de las Ollerías, en el barrio de la Tejera. La resonancia del callejero habla por sí misma de su importancia etnográfica.

## Proceso tradicional

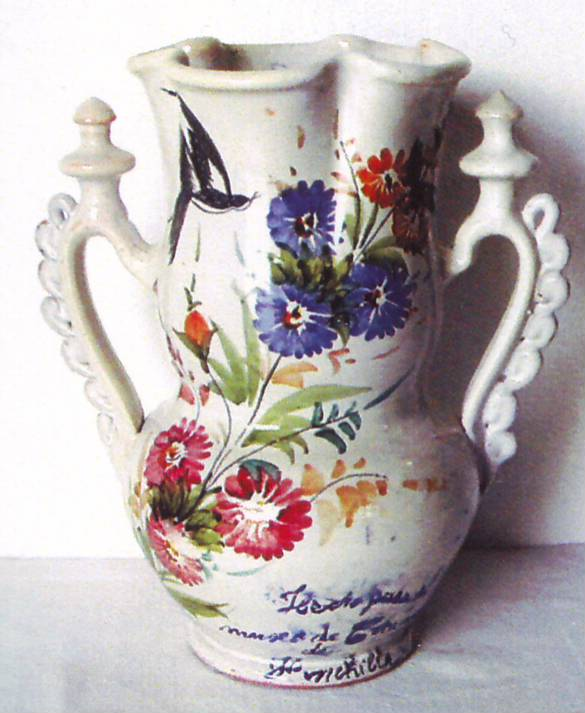
Jarra de novia de Lorca.

El primer paso del proceso consiste en la recogida y preparación de los barros, ya que cada objeto requiere una arcilla con textura y propiedades determinadas.
Posteriormente, el alfarero realiza las combinaciones necesarias de agua y arcilla en una batidora eléctrica. Antiguamente, se mezclaban en una balsa, moviéndola con palos largos.
Una vez que se elimina el agua sobrante y pasa por la sobadora (que le proporciona homogeneidad), se tamiza, estando el barro listo para pasar al torno, donde el maestro alfarero se ayuda de media caña para ir alisando la superficie del objeto mientras va girando, y siempre con las manos mojadas.
Finalmente, se prepara la pieza de barro con sedal. Las que no van a ser coloreadas después de cocerlas, se vidrian o esmaltan.
Dentro del alfar, siguiendo la tradición, trabajan oficiales, peones y aprendices. En los núcleos familiares, dirigidos por el padre o el hermano mayor, también colaboran las mujeres en procesos delicados, como la unión de grupos de juguete, colocación de elementos como asas y pitorros, o en los dibujos de las decoraciones.

## Centros alfareros murcianos

### Aledo

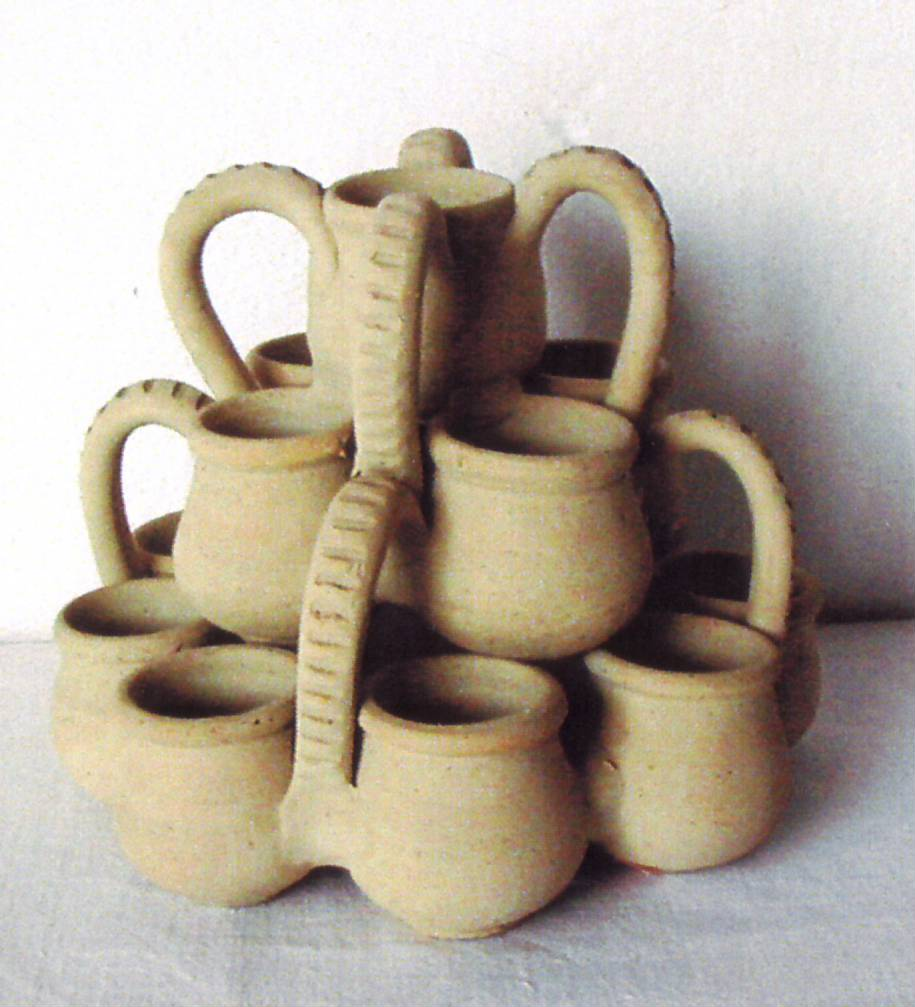
Original especiero de Aledo.

Llegó a albergar a finales del siglo XIX una treintena de alfares en el paraje de Las Canales y disponer de varios hornos morunos. Siempre se ha trabajado con tierras de la zona: la "greda" (de color amarillenteo verdoso) y tierra roja (de color azulón).
Entre sus últimos alfares activos cabe destacar los de Pedro Requena y Juan Romera Sánchez y sus hijos, con obra en el Museo Etnológico de la Huerta (Alcantarilla), artífices de ollas cuarteranas según modelos medievales del siglo XIII, y de las típicas especieras piramidales.

### Lorca
Los cuarenta "olleros y jarreros" registrados a principios del siglo XX, se quedan en cinco en la Guía de los alfares de España. Seseña sólo menciona dos, produciendo aún cántaros, lecheras y jarras de diferentes modelos. Familias alfareras de tradición han sido: los Lario, los Abellán, los Navarro y Gregorio Hernández, todos ellos con obra expuesta en el Museo de Cerámica de Chinchilla de Montearagón (Albacete).
La leyenda popular otorga a las famosas jarras de "picos" o "de la novia", elaboradas en Lorca y Totana, la virtud de que en ellas puedan beber vino los contrayentes sin derramar una gota, en señal de felicidad eterna.
El Museo Arqueológico Municipal de Lorca alberga abundantes ejemplos y documentación sobre el trabajo alfarero en la región murciana desde 1600. Es especialmente interesante su colección de tinajas medievales

### Mula
Dos alfareros, Andrés Boluda y Francisco Alcázar, continuaban trabajando en la ciudad de Mula en 2010. Tradicionalmente, los olleros muleños se han especializado en alfarería de fuego, cazuelas, ollas y pucheros, entre otros cacharros para uso doméstico. Una de las últimas familias más activas fue la de los Artero.

### Murcia

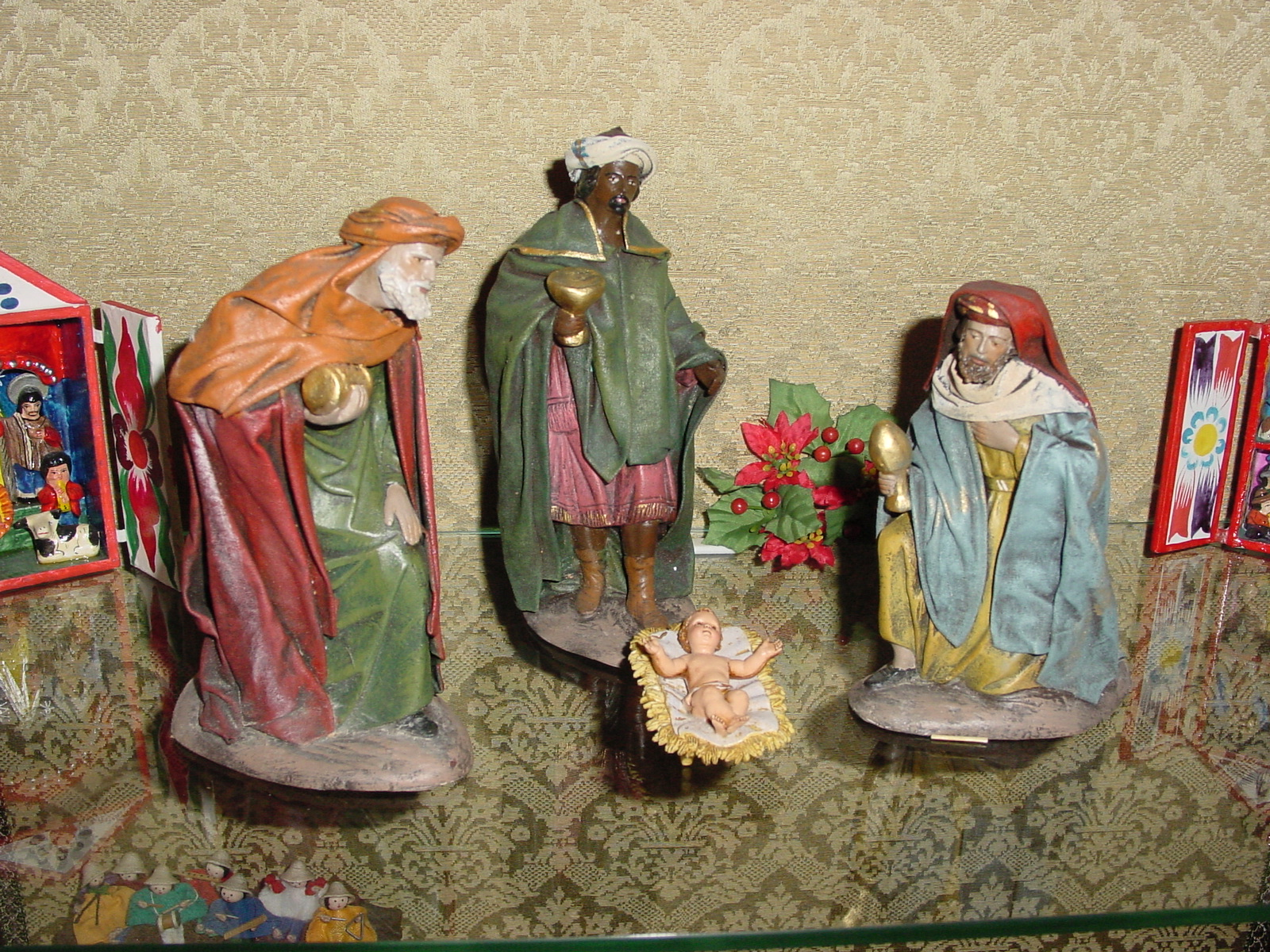
Los Reyes Magos en figuras de barro de la artesanía belenística murciana.

A mediados del siglo XVIII comienza a tomar cuerpo industrial en la capital murciana la artesanía de las figuras del Belén, una especialidad alfarera en la que se iniciaron muchos futuros escultores de la tierra, como Juan González Moreno y que llevaron a su zénit artistas como Francisco Salzillo y su impresionante belén, compuesto por 556 figuras.
A finales del siglo XX, la etnóloga Natacha Seseña contabilizaba quince centros artesanos dedicados a producir figuritas de los distintos estilos: "hebreo", "barroco", "clásico", "murciano", "balear", "salcillesco"... Se hacen con moldes y se van desvastando con unos palillos de metal (que no sean de hierro). El molde produce solamente el 'bulto' y luego hay que pegar, repasar, alisar y pintar, ya a mano. Las figuritas se cuecen en hornos similares a los alfareros, que tienen que alcanzar los 800º centígrados. Un misterio (como el típico pesebre con Virgen, San José, Niño, buey y burro) de treinta cm de altura puede tardar de seis a siete horas de horneo.

### Totana

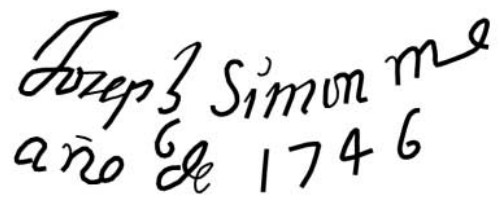
Firma del alfarero de Totana José Simón Martínez incisa sobre una tinaja. Año 1746.

Es el foco alfarero de mayor producción de la región. En 2011 había 29 alfareros-ceramistas dados de alta en el Registro Artesano de la Comunidad de Murcia. El doble de los reseñados por Vossen, Seseña y Köpke en 1974. Desde el siglo XVII, Totana y Lorca se especializaron en la fabricación de las típicas tinajas que en las casas huertanas se colocaban en el tinajero del zaguán. Eran grandes piezas de barro rojo, de 70 a 140 cm, cubiertas exteriormente con almagre. También habituales en el tinajero eran los cántaros de dos asas, hechos con arcilla porosa amarillenta. Otra pieza típica huertana era el cociol o "barreñón" troncocónico, lebrillo usado para hacer la colada.
Entre los talleres de mayor tradición, continúan trabajando: la familia Tudela, que se inició en la Totana del siglo XVII con Melchor 'Santos' Tudela y sus cinco hijos, y la familia Cánovas. Otros talleres activos son: Alfarería Rufino; Ceratosa; Alfarería El Poveo; Alfarería Europol; Bellón Alfareros; Ibero Alfar; Lario Carillo S.L.; Alfarería Romero y Hernández; Francisco Pérez Garre; y Alfarería El Polo (con una larga tradición en fabricación de tinajas y cocios). El Centro Tecnológico de Artesanía en Totana fue instalado sobre un antiguo horno de tinajas.

## Turismo, exportación e instituciones
El chantaje cultural turístico ha llevado a muchos alfareros a desvirtuar la esencia de su trabajo, convirtiéndose en productores de paisajes en bajorrelieve, ramos de flores clásicos murcianos, bodegones y azulejos decorados con motivos vegetales y medievales, pintados a mano.
Paralelamente, en los cuatro principales focos de la provincia, el 90% de la producción alfarera se dedica a la exportación (principalmente piezas de jardinería para el mercado japonés), mientras que las cifras se invierten en el caso de la cerámica, siendo aproximadamente un 70% para el interior y un 30% para el exterior. En Totana, el sector de la maceta alcanza en las empresas locales una facturación total de 21 millones de euros.
A lo largo de la primera década de 2000, la Dirección General de Artesanía de la Región murciana puso en marcha varios Centros Tecnológicos de artesanía.

## Alfares desaparecidos
- Algezares.- Pedanía de la capital murciana, que como tal centro alfarero aparece en la documentación del etnólogo alemán Wilhelm Bierhenke, cuyo trabajo de campo de 1932 no fue publicado hasta 1973 por el también etnólogo germano Rüdiger Vossen.
- Cartagena.- Un signo más del esplendor cartagenero en el siglo XIX fueron sus fábricas de loza fina "La Amistad" (1842) y La Cartagenera (1883), instaladas en el barrio de Borricén. Tras su cierre a finales de dicho siglo, los hermanos Benzal montaron taller cerámico en Cartagena que funcionó hasta 1945. En 1999 se inauguró en esta ciudad uno de los varios Centros Tecnológicos de Artesanía de la autonomía murciana.[18]
- Caravaca de la Cruz.- El Museo Arqueológico Municipal de Caravaca de la Cruz guarda ejemplos de su primitivo pasado alfarero.
- Jumilla.- Los hallazgos y estudios arqueológicos realizados en varios parajes jumillenses,[19] y la incipiente industria ceramista que dejó su huella en la calle de Cantarerías o en el apodo de «el Cantarero», hablan del pasado alfarero de esta localidad.

### Alfareros en activo

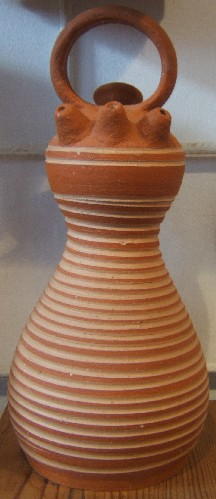
Botijo rayado Totana (Murcia). Museo de Cerámica de Chinchilla de Monte-Aragón (Albacete).

| Municipios             | Alfareros / ceramistas |
| ---------------------- | ---------------------- |
| Alcantarilla           | 1                      |
| Alguazas               | 1                      |
| Bullas                 | 1                      |
| Cartagena              | 2                      |
| Cehegín                | 2                      |
| Fuente Álamo de Murcia | 1                      |
| Las Torres de Cotillas | 2                      |
| Lorca                  | 2                      |
| Molina del Segura      | 1                      |
| Mula                   | 2                      |
| Murcia                 | 3                      |
| Torre-Pacheco          | 1                      |
| Totana                 | 18                     |
| Total                  | 37                     |
|                        |                        |